# Desa Cisarua (administrativ by i Indonesien, lat -6,65, long 106,55)
Desa Cisarua är en administrativ by i Indonesien.   Den ligger i provinsen Jawa Barat, i den västra delen av landet, 60 km sydväst om huvudstaden Jakarta.